# Temporada da ATP de 2017
A temporada da ATP de 2017 foi o circuito masculino dos tenistas profissionais de elite para o ano em questão. A Associação de Tenistas Profissionais (ATP) organiza a maioria dos eventos – os ATP World Tour Masters 1000, ATP World Tour 500, os ATP World Tour 250, o de fim de temporada (ATP Finals) e o ATP Next Gen Finals, enquanto que a Federação Internacional de Tênis (ITF) tem os torneios do Grand Slam, a Copa Davis e a Copa Hopman.

## Calendário

### Países
| Torneios | País(es)                                                            | País(es)                                                                               |
| -------- | ------------------------------------------------------------------- | -------------------------------------------------------------------------------------- |
| 11       | Estados Unidos                                                      | Estados Unidos                                                                         |
| 8        | França                                                              | França                                                                                 |
| 4        | Alemanha · Austrália                                                | China · Grã-Bretanha                                                                   |
| 3        | Suíça                                                               | Suíça                                                                                  |
| 2        | Áustria · Brasil · Espanha · Itália · México                        | Países Baixos · Rússia · Suécia · Turquia                                              |
| 1        | Argentina · Bélgica · Bulgária · Canadá · Catar · Croácia · Equador | Emirados Árabes Unidos · Hungria · Índia · Japão · Marrocos · Nova Zelândia · Portugal |

### Mês a mês

#### Legenda
Abaixo estão exemplos, com explicações usando o elemento dica de contexto. Basta passar o cursor sobre cada linha pontilhada para lê-las.
| Semana de                   | Torneio                                                                                        | Campeã(s)(o/ões)            | Vice-campeã(s)(o/ões)     | Resultado            |
| --------------------------- | ---------------------------------------------------------------------------------------------- | --------------------------- | ------------------------- | -------------------- |
| 16 de janeiro 23 de janeiro | Australian Open · Melbourne, Austrália · Grand Slam · A$ 12.176.550 – duro – 128S•96Q•64D•32DM | jogador(a) 1                | jogador(a) 2              | 7–61, 4–6, 7–6(10–6) |
| 16 de janeiro 23 de janeiro | Australian Open · Melbourne, Austrália · Grand Slam · A$ 12.176.550 – duro – 128S•96Q•64D•32DM | jogador(a) 3 · jogador(a) 4 | jogador(a) 5 jogador(a) 6 | 4–6, 6–4, [11–9]     |
| 16 de janeiro 23 de janeiro | Australian Open · Melbourne, Austrália · Grand Slam · A$ 12.176.550 – duro – 128S•96Q•64D•32DM | jogadora 7 jogador 8        | jogadora 9 jogador 10     | 6–2, 4–6, [10–3]     |

| Casos excepcionais | Premiação               | Grand Slam | Grand Slam | Grand Slam |
| Casos excepcionais | Premiação               | Variável   |            |            |
| Casos excepcionais | Número de participantes | QD         | E          |            |
| Casos excepcionais | Ordenação dos torneios  |            |            |            |

| Ícones | Clicável      |                                        |                                           |
| Ícones | Clicável      | edição do torneio                      |                                           |
| Ícones | Não-clicáveis |                                        | primeiro título conquistado na modalidade |
| Ícones | Não-clicáveis | o(a) jogador(a)/país defendeu o título |                                           |

#### Janeiro
| Semana de                   | Torneio | Campeã(s)(o/ões)                                                                           | Vice-campeã(s)(o/ões)                                                        | Resultado                   |
| --------------------------- | --- | ------------------------------------------------------------------------------------------ | ---------------------------------------------------------------------------- | --------------------------- |
| 2 de janeiro                | Brisbane International Brisbane, Austrália ATP World Tour 250 US$ 495.630 – duro – 28S•16Q•16D | Grigor Dimitrov                                                                            | Kei Nishikori                                                                | 6–2, 2–6, 6–3               |
| 2 de janeiro                | Brisbane International Brisbane, Austrália ATP World Tour 250 US$ 495.630 – duro – 28S•16Q•16D | Thanasi Kokkinakis · Jordan Thompson                                                       | Gilles Müller Sam Querrey                                                    | 7–67, 6–4                   |
| 2 de janeiro                | Aircel Chennai Open Chenai, Índia ATP World Tour 250 US$ 505.730 – duro – 28S•16Q•16D | Roberto Bautista Agut                                                                      | Daniil Medvedev                                                              | 6–3, 6–4                    |
| 2 de janeiro                | Aircel Chennai Open Chenai, Índia ATP World Tour 250 US$ 505.730 – duro – 28S•16Q•16D | Rohan Bopanna · Jeevan Nedunchezhiyan                                                      | Purav Raja Divij Sharan                                                      | 6–3, 6–4                    |
| 2 de janeiro                | Qatar ExxonMobil Open Doha, Catar ATP World Tour 250 US$ 1.334.270 – duro – 32S•16Q•16D | Novak Djokovic                                                                             | Andy Murray                                                                  | 6–3, 5–7, 6–4               |
| 2 de janeiro                | Qatar ExxonMobil Open Doha, Catar ATP World Tour 250 US$ 1.334.270 – duro – 32S•16Q•16D | Jérémy Chardy Fabrice Martin                                                               | Vasek Pospisil Radek Štěpánek                                                | 6–4, 7–63                   |
| 2 de janeiro                | Mastercard Hopman Cup Perth, Austrália Competição de curta duração entre países – mista duro (coberto) – 8E | França · Kristina Mladenovic · Richard Gasquet                                             | Estados Unidos · Coco Vandeweghe · Jack Sock                                 | 2–1                         |
| 9 de janeiro                | ASB Classic Auckland, Nova Zelândia ATP World Tour 250 US$ 508.360 – duro – 28S•16Q•16D | Jack Sock                                                                                  | João Sousa                                                                   | 6–3, 5–7, 6–3               |
| 9 de janeiro                | ASB Classic Auckland, Nova Zelândia ATP World Tour 250 US$ 508.360 – duro – 28S•16Q•16D | Marcin Matkowski Aisam-ul-Haq Qureshi                                                      | Jonathan Erlich Scott Lipsky                                                 | 1–6, 6–2, [10–3]            |
| 9 de janeiro                | Apia International Sydney Sydney, Austrália ATP World Tour 250 US$ 495.630 – duro – 28S•16Q•16D | Gilles Müller                                                                              | Daniel Evans                                                                 | 7–65, 6–2                   |
| 9 de janeiro                | Apia International Sydney Sydney, Austrália ATP World Tour 250 US$ 495.630 – duro – 28S•16Q•16D | Wesley Koolhof Matwé Middelkoop                                                            | Jamie Murray Bruno Soares                                                    | 6–3, 7–5                    |
| 16 de janeiro 23 de janeiro | Australian Open Melbourne, Austrália Grand Slam A$ – duro – 128S•128Q•64D•32DM | Roger Federer                                                                              | Rafael Nadal                                                                 | 6–4, 3–6, 6–1, 3–6, 6–3     |
| 16 de janeiro 23 de janeiro | Australian Open Melbourne, Austrália Grand Slam A$ – duro – 128S•128Q•64D•32DM | Henri Kontinen John Peers                                                                  | Bob Bryan Mike Bryan                                                         | 7–5, 7–5                    |
| 16 de janeiro 23 de janeiro | Australian Open Melbourne, Austrália Grand Slam A$ – duro – 128S•128Q•64D•32DM | Abigail Spears · Juan Sebastián Cabal                                                      | Sania Mirza Ivan Dodig                                                       | 6–2, 6–4                    |
| 30 de janeiro               | Copa Davis: primeira fase Buenos Aires, Argentina – saibro Frankfurt, Alemanha – duro (coberto) Melbourne, Austrália – duro Birmingham, Reino Unido – duro (coberto) Tóquio, Japão – duro (coberto) Ottawa, Canadá – duro (coberto) Niš, Sérvia – duro (coberto) Osijek, Croácia – duro (coberto) Competição de longa duração entre países – 16E | · Itália · Bélgica · Austrália · Estados Unidos · França · Grã-Bretanha · Sérvia · Espanha | · Argentina · Alemanha · Chéquia · Suíça · Japão · Canadá · Rússia · Croácia | 3–2 4–1 5–0 4–1 3–2 4–1 3–2 |

#### Fevereiro
| Semana de       | Torneio | Campeão(s)                          | Vice-campeão(s)                   | Resultado         |
| --------------- | --- | ----------------------------------- | --------------------------------- | ----------------- |
| 6 de fevereiro  | Open Sud de France Montpellier, França ATP World Tour 250 € 540.310 – duro (coberto) – 28S•16Q•14D                           | Alexander Zverev                    | Richard Gasquet                   | 7–64, 6–3         |
| 6 de fevereiro  | Open Sud de France Montpellier, França ATP World Tour 250 € 540.310 – duro (coberto) – 28S•16Q•14D                           | Alexander Zverev · Mischa Zverev    | Fabrice Martin Daniel Nestor      | 6–4, 36–7, [10–7] |
| 6 de fevereiro  | Ecuador Open Quito, Ecuador ATP World Tour 250 US$ 540.310 – saibro – 28S•16Q•16D                                            | Víctor Estrella Burgos              | Paolo Lorenzi                     | 26–7, 7–5, 7–66   |
| 6 de fevereiro  | Ecuador Open Quito, Ecuador ATP World Tour 250 US$ 540.310 – saibro – 28S•16Q•16D                                            | James Cerretani Philipp Oswald      | Julio Peralta Horacio Zeballos    | 6–3, 2–1, ab.     |
| 6 de fevereiro  | Garanti Koza Sofia Open Sófia, Bulgária ATP World Tour 250 € 540.310 – duro (coberto) – 28S•16Q•16D                          | Grigor Dimitrov                     | David Goffin                      | 7–5, 6–4          |
| 6 de fevereiro  | Garanti Koza Sofia Open Sófia, Bulgária ATP World Tour 250 € 540.310 – duro (coberto) – 28S•16Q•16D                          | Viktor Troicki Nenad Zimonjić       | Mikhail Elgin Andrey Kuznetsov    | 6–4, 6–4          |
| 13 de fevereiro | ABN AMRO World Tennis Tournament Roterdã, Países Baixos ATP World Tour 500 € 1.854.365 – duro (coberto) – 32S•16Q•16D•4QD    | Jo-Wilfried Tsonga                  | David Goffin                      | 4–6, 6–4, 6–1     |
| 13 de fevereiro | ABN AMRO World Tennis Tournament Roterdã, Países Baixos ATP World Tour 500 € 1.854.365 – duro (coberto) – 32S•16Q•16D•4QD    | Ivan Dodig Marcel Granollers        | Wesley Koolhof Matwé Middelkoop   | 7–65, 6–3         |
| 13 de fevereiro | Argentina Open Buenos Aires, Buenos Aires ATP World Tour 250 US$ 624.340 – saibro – 28S•16Q•16D                              | Alexandr Dolgopolov                 | Kei Nishikori                     | 7–64, 6–4         |
| 13 de fevereiro | Argentina Open Buenos Aires, Buenos Aires ATP World Tour 250 US$ 624.340 – saibro – 28S•16Q•16D                              | Juan Sebastián Cabal · Robert Farah | Santiago González David Marrero   | 6–1, 6–4          |
| 13 de fevereiro | Memphis Open Memphis, Estados Unidos ATP World Tour 250 US$ 720.410 – duro (coberto) – 28S•16Q•16D                           | Ryan Harrison                       | Nikoloz Basilashvili              | 6–1, 6–4          |
| 13 de fevereiro | Memphis Open Memphis, Estados Unidos ATP World Tour 250 US$ 720.410 – duro (coberto) – 28S•16Q•16D                           | Brian Baker · Nikola Mektić         | Ryan Harrison Steve Johnson       | 6–3, 6–4          |
| 20 de fevereiro | Rio Open Rio de Janeiro, Brasil ATP World Tour 500 US$ 1.439.995 – saibro – 32S•16Q•16D•4QD                                  | Dominic Thiem                       | Pablo Carreño Busta               | 7–5, 6–4          |
| 20 de fevereiro | Rio Open Rio de Janeiro, Brasil ATP World Tour 500 US$ 1.439.995 – saibro – 32S•16Q•16D•4QD                                  | Pablo Carreño Busta Pablo Cuevas    | Juan Sebastián Cabal Robert Farah | 6–4, 5–7, [10–8]  |
| 20 de fevereiro | Delray Beach Open Delray Beach, Estados Unidos ATP World Tour 250 US$ 599.345 – duro – 32S•16Q•16D                           | Jack Sock                           | Milos Raonic                      | w.o.              |
| 20 de fevereiro | Delray Beach Open Delray Beach, Estados Unidos ATP World Tour 250 US$ 599.345 – duro – 32S•16Q•16D                           | Raven Klaasen Rajeev Ram            | Treat Huey Max Mirnyi             | 7–5, 7–5          |
| 20 de fevereiro | Open 13 Provence Marselha, França ATP World Tour 250 € 691.850 – duro (coberto) – 32S•16Q•16D                                | Jo-Wilfried Tsonga                  | Lucas Pouille                     | 6–4, 6–4          |
| 20 de fevereiro | Open 13 Provence Marselha, França ATP World Tour 250 € 691.850 – duro (coberto) – 32S•16Q•16D                                | Julien Benneteau Nicolas Mahut      | Robin Haase Dominic Inglot        | 6–4, 96–7, [10–5] |
| 27 de fevereiro | Abierto Mexicano Telcel Acapulco, México ATP World Tour 500 US$ 1.469.745 – duro – 32S•16Q•16D•4QD                           | Sam Querrey                         | Rafael Nadal                      | 6–3, 7–63         |
| 27 de fevereiro | Abierto Mexicano Telcel Acapulco, México ATP World Tour 500 US$ 1.469.745 – duro – 32S•16Q•16D•4QD                           | Jamie Murray Bruno Soares           | John Isner Feliciano López        | 6–3, 6–3          |
| 27 de fevereiro | Dubai Duty Free Tennis Championships Dubai, Emirados Árabes Unidos ATP World Tour 500 US$ 2.617.160 – duro – 32S•16Q•16D•4QD | Andy Murray                         | Fernando Verdasco                 | 6–3, 6–2          |
| 27 de fevereiro | Dubai Duty Free Tennis Championships Dubai, Emirados Árabes Unidos ATP World Tour 500 US$ 2.617.160 – duro – 32S•16Q•16D•4QD | Jean-Julien Rojer Horia Tecău       | Rohan Bopanna Marcin Matkowski    | 4–6, 6–3, [10–3]  |
| 27 de fevereiro | Brasil Open São Paulo, Brasil ATP World Tour 250 US$ 520.285 – saibro – 28S•16Q•16D                                          | Pablo Cuevas                        | Albert Ramos Viñolas              | 36–7, 6–4, 6–4    |
| 27 de fevereiro | Brasil Open São Paulo, Brasil ATP World Tour 250 US$ 520.285 – saibro – 28S•16Q•16D                                          | Rogério Dutra Silva · André Sá      | Marcus Daniell Marcelo Demoliner  | 7–65, 5–7, [10–7] |

#### Março
| Semana de               | Torneio | Campeão(s)                | Vice-campeão(s)           | Resultado         |
| ----------------------- | --- | ------------------------- | ------------------------- | ----------------- |
| 6 de março 13 de março  | BNP Paribas Open Indian Wells, Estados Unidos ATP World Tour Masters 1000 US$ 7.913.405 – duro – 96S•48Q•32D | Roger Federer             | Stan Wawrinka             | 6–3, 6–2          |
| 6 de março 13 de março  | BNP Paribas Open Indian Wells, Estados Unidos ATP World Tour Masters 1000 US$ 7.913.405 – duro – 96S•48Q•32D | Raven Klaasen Rajeev Ram  | Łukasz Kubot Marcelo Melo | 16–7, 6–4, [10–8] |
| 20 de março 27 de março | Miami Open Miami, Estados Unidos ATP World Tour Masters 1000 US$ 6.993.450 – duro – 96S•48Q•32D              | Roger Federer             | Rafael Nadal              | 6–3, 6–4          |
| 20 de março 27 de março | Miami Open Miami, Estados Unidos ATP World Tour Masters 1000 US$ 6.993.450 – duro – 96S•48Q•32D              | Łukasz Kubot Marcelo Melo | Nicholas Monroe Jack Sock | 7–5, 6–3          |

#### Abril
| Semana de       | Torneio | Campeão(s)                              | Vice-campeão(s)                                    | Resultado        |
| --------------- | --- | --------------------------------------- | -------------------------------------------------- | ---------------- |
| 3 de abril      | Copa Davis: quartas de final Charleroi, Bélgica – duro (coberto) Brisbane, Austrália – duro Rouen, França – saibro (coberto) Belgrado, Sérvia – duro (coberto) Competição de longa duração entre países – 16E | · Bélgica · Austrália · França · Sérvia | · Itália · Estados Unidos · Grã-Bretanha · Espanha | 3–2 4–1 4–1      |
| 10 de abril     | Fayez Sarofim & Co. U.S. Men's Clay Court Championship Houston, Estados Unidos ATP World Tour 250 US$ 600.345 – saibro – 28S•16Q•16D                                                                          | Steve Johnson                           | Thomaz Bellucci                                    | 6–4, 4–6, 7–65   |
| 10 de abril     | Fayez Sarofim & Co. U.S. Men's Clay Court Championship Houston, Estados Unidos ATP World Tour 250 US$ 600.345 – saibro – 28S•16Q•16D                                                                          | Julio Peralta Horacio Zeballos          | Dustin Brown Frances Tiafoe                        | 4–6, 7–5, [10–6] |
| 10 de abril     | Grand Prix Hassan II Marraquexe, Marrocos ATP World Tour 250 € 540.310 – saibro – 28S•16Q•16D | Borna Ćorić                             | Philipp Kohlschreiber                              | 5–7, 7–63, 7–5   |
| 10 de abril     | Grand Prix Hassan II Marraquexe, Marrocos ATP World Tour 250 € 540.310 – saibro – 28S•16Q•16D | Dominic Inglot Mate Pavić               | Marcel Granollers Marc López                       | 6–4, 2–6, [11–9] |
| 17 de abril     | Monte-Carlo Rolex Masters Roquebrune-Cap-Martin, França ATP World Tour Masters 1000 € 4.301.125 – saibro – 56S•28Q•24D                                                                                        | Rafael Nadal                            | Albert Ramos Viñolas                               | 6–1, 6–3         |
| 17 de abril     | Monte-Carlo Rolex Masters Roquebrune-Cap-Martin, França ATP World Tour Masters 1000 € 4.301.125 – saibro – 56S•28Q•24D                                                                                        | Rohan Bopanna Pablo Cuevas              | Feliciano López Marc López                         | 6–3, 3–6, [10–4] |
| 24 de fevereiro | Barcelona Open Banc Sabadell Barcelona, Espanha ATP World Tour 500 US$ 2.373.330 – saibro – 48S•24Q•16D•4QD                                                                                                   | Rafael Nadal                            | Dominic Thiem                                      | 6–4, 6–1         |
| 24 de fevereiro | Barcelona Open Banc Sabadell Barcelona, Espanha ATP World Tour 500 US$ 2.373.330 – saibro – 48S•24Q•16D•4QD                                                                                                   | Florin Mergea Aisam-ul-Haq Qureshi      | Philipp Petzschner Alexander Peya                  | 6–4, 6–3         |
| 24 de fevereiro | Gazprom Hungarian Open Budapeste, Hungria ATP World Tour 250 € 540.310 – saibro – 28S•16Q•16D | Lucas Pouille                           | Aljaž Bedene                                       | 6–3, 6–1         |
| 24 de fevereiro | Gazprom Hungarian Open Budapeste, Hungria ATP World Tour 250 € 540.310 – saibro – 28S•16Q•16D | Brian Baker Nikola Mektić               | Juan Sebastián Cabal Robert Farah                  | 7–62, 6–4        |

#### Maio
| Semana de             | Torneio                                                                                                 | Campeã(s)(o/ões)                    | Vice-campeã(s)(o/ões)                | Resultado         |
| --------------------- | --- | ----------------------------------- | ------------------------------------ | ----------------- |
| 1º de maio            | Millennium Estoril Open Estoril, Portugal ATP World Tour 250 € 540.310 – saibro – 28S•16Q•16D           | Pablo Carreño Busta                 | Gilles Müller                        | 6–2, 7–65         |
| 1º de maio            | Millennium Estoril Open Estoril, Portugal ATP World Tour 250 € 540.310 – saibro – 28S•16Q•16D           | Ryan Harrison Michael Venus         | David Marrero Tommy Robredo          | 7–5, 6–2          |
| 1º de maio            | TEB BNP Paribas Istanbul Open Istambul, Turquia ATP World Tour 250 € 497.255 – saibro – 28S•16Q•16D     | Marin Čilić                         | Milos Raonic                         | 7–63, 6–3         |
| 1º de maio            | TEB BNP Paribas Istanbul Open Istambul, Turquia ATP World Tour 250 € 497.255 – saibro – 28S•16Q•16D     | Roman Jebavý · Jiří Veselý          | Tuna Altuna Alessandro Motti         | 6–0, 6–0          |
| 1º de maio            | BMW Open Munique, Alemanha ATP World Tour 250 € 540.310 – saibro – 28S•16Q•16D                          | Alexander Zverev                    | Guido Pella                          | 6–4, 6–3          |
| 1º de maio            | BMW Open Munique, Alemanha ATP World Tour 250 € 540.310 – saibro – 28S•16Q•16D                          | Juan Sebastián Cabal Robert Farah   | Jérémy Chardy Fabrice Martin         | 6–3, 6–3          |
| 8 de maio             | Mutua Madrid Open Madri, Espanha ATP World Tour Masters 1000 € 6.408.230 – saibro – 56S•28Q•24D         | Rafael Nadal                        | Dominic Thiem                        | 7–68, 6–4         |
| 8 de maio             | Mutua Madrid Open Madri, Espanha ATP World Tour Masters 1000 € 6.408.230 – saibro – 56S•28Q•24D         | Łukasz Kubot Marcelo Melo           | Nicolas Mahut Édouard Roger-Vasselin | 7–5, 6–3          |
| 15 de maio            | Internazionali BNL d'Italia Roma, Itália ATP World Tour Masters 1000 € 4.507.375 – saibro – 56S•28Q•24D | Alexander Zverev                    | Novak Djokovic                       | 6–4, 6–3          |
| 15 de maio            | Internazionali BNL d'Italia Roma, Itália ATP World Tour Masters 1000 € 4.507.375 – saibro – 56S•28Q•24D | Pierre-Hugues Herbert Nicolas Mahut | Ivan Dodig Marcel Granollers         | 4–6, 6–4, [10–3]  |
| 22 de maio            | Banque Eric Sturdza Geneva Open Genebra, Suíça ATP World Tour 250 € 540.310 – saibro – 28S•16Q•16D      | Stan Wawrinka                       | Mischa Zverev                        | 4–6, 6–3, 6–3     |
| 22 de maio            | Banque Eric Sturdza Geneva Open Genebra, Suíça ATP World Tour 250 € 540.310 – saibro – 28S•16Q•16D      | Jean-Julien Rojer Horia Tecău       | Juan Sebastián Cabal Robert Farah    | 2–6, 7–69, [10–6] |
| 22 de maio            | Open Parc Auvergne-Rhone-Alpes Lyon Lyon, França ATP World Tour 250 € 540.310 – saibro – 28S•16Q•16D    | Jo-Wilfried Tsonga                  | Tomáš Berdych                        | 7–62, 7–5         |
| 22 de maio            | Open Parc Auvergne-Rhone-Alpes Lyon Lyon, França ATP World Tour 250 € 540.310 – saibro – 28S•16Q•16D    | Andrés Molteni Adil Shamasdin       | Marcus Daniell Marcelo Demoliner     | 6–3, 3–6, [10–5]  |
| 29 de maio 5 de junho | Torneio de Roland Garros Paris, França Grand Slam € – saibro – 128S•128Q•64D•32DM                       | Rafael Nadal                        | Stan Wawrinka                        | 6–2, 6–3, 6–1     |
| 29 de maio 5 de junho | Torneio de Roland Garros Paris, França Grand Slam € – saibro – 128S•128Q•64D•32DM                       | Ryan Harrison Michael Venus         | Santiago González Donald Young       | 7–65, 46–7, 6–3   |
| 29 de maio 5 de junho | Torneio de Roland Garros Paris, França Grand Slam € – saibro – 128S•128Q•64D•32DM                       | Gabriela Dabrowski · Rohan Bopanna  | Anna-Lena Grönefeld Robert Farah     | 2–6, 6–2, [12–10] |

#### Junho
| Semana de   | Torneio                                                                                                   | Campeão(s)                            | Vice-campeão(s)                         | Resultado         |
| ----------- | --- | ------------------------------------- | --------------------------------------- | ----------------- |
| 12 de junho | Ricoh Open 's-Hertogenbosch, Países Baixos ATP World Tour 250 € 660.375 – grama – 28S•16Q•16D             | Gilles Müller                         | Ivo Karlović                            | 7–65, 7–64        |
| 12 de junho | Ricoh Open 's-Hertogenbosch, Países Baixos ATP World Tour 250 € 660.375 – grama – 28S•16Q•16D             | Łukasz Kubot Marcelo Melo             | Raven Klaasen Rajeev Ram                | 6–3, 6–4          |
| 12 de junho | MercedesCup Stuttgart, Alemanha ATP World Tour 250 € 701.975 – grama – 28S•16Q•16D                        | Lucas Pouille                         | Feliciano López                         | 4–6, 7–65, 6–4    |
| 12 de junho | MercedesCup Stuttgart, Alemanha ATP World Tour 250 € 701.975 – grama – 28S•16Q•16D                        | Jamie Murray Bruno Soares             | Oliver Marach Mate Pavić                | 46–7, 7–5, [10–5] |
| 19 de junho | Gerry Weber Open Halle, Alemanha ATP World Tour 500 € 1.966.095 – grama – 32S•16Q•16D•4QD                 | Roger Federer                         | Alexander Zverev                        | 6–1, 6–3          |
| 19 de junho | Gerry Weber Open Halle, Alemanha ATP World Tour 500 € 1.966.095 – grama – 32S•16Q•16D•4QD                 | Łukasz Kubot Marcelo Melo             | Alexander Zverev Mischa Zverev          | 5–7, 6–3, [10–8]  |
| 19 de junho | Aegon Championships Londres, Reino Unido ATP World Tour 500 € 1.966.095 – grama – 32S•16Q•16D•4QD         | Feliciano López                       | Marin Čilić                             | 4–6, 7–62, 7–68   |
| 19 de junho | Aegon Championships Londres, Reino Unido ATP World Tour 500 € 1.966.095 – grama – 32S•16Q•16D•4QD         | Jamie Murray Bruno Soares             | Julien Benneteau Édouard Roger-Vasselin | 6–2, 6–3          |
| 26 de junho | Antalya Open Antália, Turquia ATP World Tour 250 € 497.255 – grama – 28S•16Q•16D                          | Yūichi Sugita                         | Adrian Mannarino                        | 6–1, 7–64         |
| 26 de junho | Antalya Open Antália, Turquia ATP World Tour 250 € 497.255 – grama – 28S•16Q•16D                          | Robert Lindstedt Aisam-ul-Haq Qureshi | Oliver Marach Mate Pavić                | 7–5, 4–1, ab.     |
| 26 de junho | Aegon International Eastbourne Eastbourne, Reino Unido ATP World Tour 250 $ 693.910 – grama – 28S•16Q•16D | Novak Djokovic                        | Gaël Monfils                            | 6–3, 6–4          |
| 26 de junho | Aegon International Eastbourne Eastbourne, Reino Unido ATP World Tour 250 $ 693.910 – grama – 28S•16Q•16D | Bob Bryan Mike Bryan                  | Rohan Bopanna André Sá                  | 46–7, 6–4, [10–3] |

#### Julho
| Semana de              | Torneio | Campeã(s)(o/ões)                 | Vice-campeã(s)(o/ões)                     | Resultado                    |
| ---------------------- | --- | -------------------------------- | ----------------------------------------- | ---------------------------- |
| 3 de julho 10 de julho | Torneio de Wimbledon Londres, Reino Unido Grand Slam £ 15.024.000 – grama – 128S•128Q•64D•16QD•48DM              | Roger Federer                    | Marin Čilić                               | 6–3, 6–1, 6–4                |
| 3 de julho 10 de julho | Torneio de Wimbledon Londres, Reino Unido Grand Slam £ 15.024.000 – grama – 128S•128Q•64D•16QD•48DM              | Łukasz Kubot Marcelo Melo        | Oliver Marach Mate Pavić                  | 5–7, 7–5, 7–62, 3–6, [13–11] |
| 3 de julho 10 de julho | Torneio de Wimbledon Londres, Reino Unido Grand Slam £ 15.024.000 – grama – 128S•128Q•64D•16QD•48DM              | Martina Hingis Jamie Murray      | Henri Kontinen Heather Watson             | 6–4, 6–4                     |
| 17 de julho            | Skistar Swedish Open Båstad, Suécia ATP World Tour 250 € 540.310 – saibro – 28S•16Q•16D                          | David Ferrer                     | Alexandr Dolgopolov                       | 6–4, 6–4                     |
| 17 de julho            | Skistar Swedish Open Båstad, Suécia ATP World Tour 250 € 540.310 – saibro – 28S•16Q•16D                          | Julian Knowle Philipp Petzschner | Sander Arends Matwé Middelkoop            | 6–2, 3–6, [10–7]             |
| 17 de julho            | Dell Technologies Hall of Fame Open Newport, Estados Unidos ATP World Tour 250 US$ 600.345 – grama – 28S•16Q•16D | Steve Johnson                    | Ramkumar Ramanathan                       | 7–5, 3–6, 6–2                |
| 17 de julho            | Dell Technologies Hall of Fame Open Newport, Estados Unidos ATP World Tour 250 US$ 600.345 – grama – 28S•16Q•16D | Aisam-ul-Haq Qureshi Rajeev Ram  | Matt Reid John-Patrick Smith              | 6–4, 4–6, [10–7]             |
| 17 de julho            | Plava Laguna Croatia Open Umag Umago, Croácia ATP World Tour 250 € 540.310 – saibro – 28S•16Q•16D                | Andrey Rublev                    | Paolo Lorenzi                             | 6–4, 6–2                     |
| 17 de julho            | Plava Laguna Croatia Open Umag Umago, Croácia ATP World Tour 250 € 540.310 – saibro – 28S•16Q•16D                | Guillermo Durán Andrés Molteni   | Marin Draganja Tomislav Draganja          | 6–3, 46–7, [10–6]            |
| 24 de julho            | German Open Hamburgo, Alemanha ATP World Tour 500 € 1.499.940 – saibro – 32S•16Q•16D•4QD                         | Leonardo Mayer                   | Florian Mayer                             | 6–4, 4–6, 6–3                |
| 24 de julho            | German Open Hamburgo, Alemanha ATP World Tour 500 € 1.499.940 – saibro – 32S•16Q•16D•4QD                         | Ivan Dodig Mate Pavić            | Pablo Cuevas Marc López                   | 6–3, 6–4                     |
| 24 de julho            | BB&T Atlanta Open Atlanta, Estados Unidos ATP World Tour 250 US$ 720.410 – duro – 28S•16Q•16D                    | John Isner                       | Ryan Harrison                             | 7–66, 7–67                   |
| 24 de julho            | BB&T Atlanta Open Atlanta, Estados Unidos ATP World Tour 250 US$ 720.410 – duro – 28S•16Q•16D                    | Bob Bryan Mike Bryan             | Wesley Koolhof Artem Sitak                | 6–3, 6–4                     |
| 24 de julho            | J. Safra Sarasin Swiss Open Gstaad Gstaad, Suíça ATP World Tour 250 € 540.310 – saibro – 28S•16Q•16D             | Fabio Fognini                    | Yannick Hanfmann                          | 6–4, 7–5                     |
| 24 de julho            | J. Safra Sarasin Swiss Open Gstaad Gstaad, Suíça ATP World Tour 250 € 540.310 – saibro – 28S•16Q•16D             | Oliver Marach Philipp Oswald     | Jonathan Eysseric Franko Škugor           | 6–3, 4–6, [10–8]             |
| 31 de julho            | Citi Open Washington, Estados Unidos ATP World Tour 500 US$ 2.002.460 – duro – 48S•22Q•16D•4QD                   | Alexander Zverev                 | Kevin Anderson                            | 6–4, 6–4                     |
| 31 de julho            | Citi Open Washington, Estados Unidos ATP World Tour 500 US$ 2.002.460 – duro – 48S•22Q•16D•4QD                   | Henri Kontinen John Peers        | Łukasz Kubot Marcelo Melo                 | 7–65, 6–4                    |
| 31 de julho            | Generali Open Kitzbühel, Áustria ATP World Tour 250 € 540.310 – saibro – 28S•16Q•16D                             | Philipp Kohlschreiber            | João Sousa                                | 6–3, 6–4                     |
| 31 de julho            | Generali Open Kitzbühel, Áustria ATP World Tour 250 € 540.310 – saibro – 28S•16Q•16D                             | Pablo Cuevas Guillermo Durán     | Hans Podlipnik-Castillo Andrei Vasilevski | 6–4, 4–6, [12–10]            |
| 31 de julho            | Abierto Mexicano de Tenis Mifel Cabo San Lucas, México ATP World Tour 250 US$ 727.995 – duro – 28S•16Q•16D       | Sam Querrey                      | Thanasi Kokkinakis                        | 6–3, 3–6, 6–2                |
| 31 de julho            | Abierto Mexicano de Tenis Mifel Cabo San Lucas, México ATP World Tour 250 US$ 727.995 – duro – 28S•16Q•16D       | Juan Sebastián Cabal Treat Huey  | Sergio Galdós Roberto Maytín              | 6–2, 6–3                     |

#### Agosto
| Semana de                  | Torneio | Campeã(s)(o/ões)                    | Vice-campeã(s)(o/ões)          | Resultado        |
| -------------------------- | --- | ----------------------------------- | ------------------------------ | ---------------- |
| 7 de agosto                | Coupe Rogers Montreal, Canadá ATP World Tour Masters 1000 US$ 4.917.120 – duro – 56S•28Q•24D                      | Alexander Zverev                    | Roger Federer                  | 6–3, 6–4         |
| 7 de agosto                | Coupe Rogers Montreal, Canadá ATP World Tour Masters 1000 US$ 4.917.120 – duro – 56S•28Q•24D                      | Pierre-Hugues Herbert Nicolas Mahut | Rohan Bopanna Ivan Dodig       | 6–4, 3–6, [10–6] |
| 14 de agosto               | Western & Southern Open Cincinnati, Estados Unidos ATP World Tour Masters 1000 US$ 5.244.930 – duro – 56S•28Q•24D | Grigor Dimitrov                     | Nick Kyrgios                   | 6–3, 7–5         |
| 14 de agosto               | Western & Southern Open Cincinnati, Estados Unidos ATP World Tour Masters 1000 US$ 5.244.930 – duro – 56S•28Q•24D | Pierre-Hugues Herbert Nicolas Mahut | Jamie Murray Bruno Soares      | 7–66, 6–4        |
| 21 de agosto               | Winston-Salem Open Winston-Salem, Estados Unidos ATP World Tour 250 US$ 748.960 – duro – 48S•16Q•16D              | Roberto Bautista Agut               | Denis Istomin                  | 6–4, 6–4         |
| 21 de agosto               | Winston-Salem Open Winston-Salem, Estados Unidos ATP World Tour 250 US$ 748.960 – duro – 48S•16Q•16D              | Jean-Julien Rojer Horia Tecău       | Julio Peralta Horacio Zeballos | 6–3, 6–4         |
| 28 de agosto 4 de setembro | US Open Nova York, Estados Unidos Grand Slam US$ 24.193.400 – duro – 128S•128Q•64D•32DM                           | Rafael Nadal                        | Kevin Anderson                 | 6–3, 6–3, 6–4    |
| 28 de agosto 4 de setembro | US Open Nova York, Estados Unidos Grand Slam US$ 24.193.400 – duro – 128S•128Q•64D•32DM                           | Jean-Julien Rojer Horia Tecău       | Feliciano López Marc López     | 6–4, 6–3         |
| 28 de agosto 4 de setembro | US Open Nova York, Estados Unidos Grand Slam US$ 24.193.400 – duro – 128S•128Q•64D•32DM                           | Martina Hingis Jamie Murray         | Chan Hao-ching Michael Venus   | 6–1, 4–6, [10–8] |

#### Setembro
| Semana de      | Torneio | Campeão(s)                              | Vice-campeão(s)                  | Resultado      |
| -------------- | --- | --------------------------------------- | -------------------------------- | -------------- |
| 11 de setembro | Copa Davis: semifinais Bruxelas, Bélgica – saibro (coberto) Lille, França – saibro Competição de longa duração entre países – 16E | · Bélgica · França                      | · Austrália · Sérvia             | 3–2 3–1        |
| 18 de setembro | Moselle Open Metz, França ATP World Tour 250 € 540.310 – duro (coberto) – 28S•16Q•16D                                             | Peter Gojowczyk                         | Benoît Paire                     | 7–5, 6–2       |
| 18 de setembro | Moselle Open Metz, França ATP World Tour 250 € 540.310 – duro (coberto) – 28S•16Q•16D                                             | Julien Benneteau Édouard Roger-Vasselin | Wesley Koolhof Artem Sitak       | 7–5, 6–3       |
| 18 de setembro | St. Petersburg Open São Petersburgo, Rússia ATP World Tour 250 US$ 1.064.715 – duro (coberto) – 28S•16Q•16D                       | Damir Džumhur                           | Fabio Fognini                    | 3–6, 6–4, 6–2  |
| 18 de setembro | St. Petersburg Open São Petersburgo, Rússia ATP World Tour 250 US$ 1.064.715 – duro (coberto) – 28S•16Q•16D                       | Roman Jebavý Matwé Middelkoop           | Julio Peralta Horacio Zeballos   | 6–4, 6–4       |
| 25 de setembro | Chengdu Open Chengdu, China ATP World Tour 250 US$ 1.138.910 – duro – 28S•16Q•16D                                                 | Denis Istomin                           | Marcos Baghdatis                 | 3–2, ab.       |
| 25 de setembro | Chengdu Open Chengdu, China ATP World Tour 250 US$ 1.138.910 – duro – 28S•16Q•16D                                                 | Jonathan Erlich Aisam-ul-Haq Qureshi    | Marcus Daniell Marcelo Demoliner | 6–3, 7–63      |
| 25 de setembro | Shenzhen Open Shenzhen, China ATP World Tour 250 US$ 731.680 – duro – 28S•16Q•16D                                                 | David Goffin                            | Alexandr Dolgopolov              | 6–4, 56–7, 6–3 |
| 25 de setembro | Shenzhen Open Shenzhen, China ATP World Tour 250 US$ 731.680 – duro – 28S•16Q•16D                                                 | Alexander Peya Rajeev Ram               | Nikola Mektić Nicholas Monroe    | 6–3, 6–2       |

#### Outubro
| Semana de     | Torneio | Campeão(s)                        | Vice-campeão(s)                        | Resultado          |
| ------------- | --- | --------------------------------- | -------------------------------------- | ------------------ |
| 2 de outubro  | China Open Pequim, China ATP World Tour 500 US$ 4.080.460 – duro – 32S•16Q•16D•2QD                              | Rafael Nadal                      | Nick Kyrgios                           | 6–2, 6–1           |
| 2 de outubro  | China Open Pequim, China ATP World Tour 500 US$ 4.080.460 – duro – 32S•16Q•16D•2QD                              | Henri Kontinen John Peers         | John Isner Jack Sock                   | 6–3, 3–6, [10–7]   |
| 2 de outubro  | Rakuten Japan Open Tennis Championships Tóquio, Japão ATP World Tour 500 US$ 1.706.175 – duro – 28S•16Q•16D•4QD | David Goffin                      | Adrian Mannarino                       | 6–3, 7–5           |
| 2 de outubro  | Rakuten Japan Open Tennis Championships Tóquio, Japão ATP World Tour 500 US$ 1.706.175 – duro – 28S•16Q•16D•4QD | Ben McLachlan · Yasutaka Uchiyama | Jamie Murray Bruno Soares              | 6–4, 7–61          |
| 9 de outubro  | Shanghai Rolex Masters Xangai, China ATP World Tour Masters 1000 US$ 7.906.170 – duro – 56S•28Q•24D             | Roger Federer                     | Rafael Nadal                           | 6–4, 6–3           |
| 9 de outubro  | Shanghai Rolex Masters Xangai, China ATP World Tour Masters 1000 US$ 7.906.170 – duro – 56S•28Q•24D             | Henri Kontinen John Peers         | Łukasz Kubot Marcelo Melo              | 6–4, 6–2           |
| 16 de outubro | European Open Antuérpia, Bélgica ATP World Tour 250 € 660.375 – duro (coberto) – 28S•16Q•16D                    | Jo-Wilfried Tsonga                | Diego Schwartzman                      | 6–3, 7–5           |
| 16 de outubro | European Open Antuérpia, Bélgica ATP World Tour 250 € 660.375 – duro (coberto) – 28S•16Q•16D                    | Scott Lipsky Divij Sharan         | Santiago González Julio Peralta        | 6–4, 2–6, [10–5]   |
| 16 de outubro | Intrum Stockholm Open Estocolmo, Suécia ATP World Tour 250 € 660.375 – duro (coberto) – 28S•16Q•16D             | Juan Martin del Potro             | Grigor Dimitrov                        | 6–4, 6–2           |
| 16 de outubro | Intrum Stockholm Open Estocolmo, Suécia ATP World Tour 250 € 660.375 – duro (coberto) – 28S•16Q•16D             | Oliver Marach Mate Pavić          | Aisam-ul-Haq Qureshi Jean-Julien Rojer | 3–6, 7–66, [10–4]  |
| 16 de outubro | VTB Kremlin Cup Moscou, Rússia ATP World Tour 250 US$ 823.600 – duro (coberto) – 28S•16Q•16D                    | Damir Džumhur                     | Ričardas Berankis                      | 6–2, 1–6, 6–4      |
| 16 de outubro | VTB Kremlin Cup Moscou, Rússia ATP World Tour 250 US$ 823.600 – duro (coberto) – 28S•16Q•16D                    | Max Mirnyi Philipp Oswald         | Damir Džumhur Antonio Šančić           | 6–3, 7–5           |
| 23 de outubro | Swiss Indoors Basileia, Suíça ATP World Tour 500 € 2.109.285 – duro (coberto) – 32S•16Q•16D•4QD                 | Roger Federer                     | Juan Martin del Potro                  | 56–7, 6–4, 6–3     |
| 23 de outubro | Swiss Indoors Basileia, Suíça ATP World Tour 500 € 2.109.285 – duro (coberto) – 32S•16Q•16D•4QD                 | Ivan Dodig Marcel Granollers      | Fabrice Martin Édouard Roger-Vasselin  | 7–5, 7–66          |
| 23 de outubro | Erste Bank Open 500 Viena, Áustria ATP World Tour 500 € 2.621.850 – duro (coberto) – 32S•16Q•16D•4QD            | Lucas Pouille                     | Jo-Wilfried Tsonga                     | 6–1, 6–4           |
| 23 de outubro | Erste Bank Open 500 Viena, Áustria ATP World Tour 500 € 2.621.850 – duro (coberto) – 32S•16Q•16D•4QD            | Rohan Bopanna Pablo Cuevas        | Marcelo Demoliner Sam Querrey          | 7–67, 46–7, [11–9] |
| 30 de outubro | Rolex Paris Masters Paris, França ATP World Tour Masters 1000 € 4.507.375 – duro (coberto) – 48S•24Q•24D        | Jack Sock                         | Filip Krajinović                       | 5–7, 6–4, 6–1      |
| 30 de outubro | Rolex Paris Masters Paris, França ATP World Tour Masters 1000 € 4.507.375 – duro (coberto) – 48S•24Q•24D        | Łukasz Kubot Marcelo Melo         | Ivan Dodig Marcel Granollers           | 7–63, 3–6, [10–6]  |

#### Novembro
| Semana de      | Torneio | Campeão(s)                                                                            | Vice-campeão(s)                                                          | Resultado            |
| -------------- | --- | ------------------------------------------------------------------------------------- | ------------------------------------------------------------------------ | -------------------- |
| 6 de novembro  | Next Gen ATP Finals Milão, Itália Competição entre jovens promessas - exibição US$ 1.275.000 – duro (coberto) – 8S | Chung Hyeon                                                                           | Andrey Rublev                                                            | 53–4, 4–32, 4–2, 4–2 |
| 13 de novembro | Nitto ATP Finals Londres, Reino Unido Torneio de fim de temporada US$ 8.000.000 – duro (coberto) – 8S•8D           | Grigor Dimitrov                                                                       | David Goffin                                                             | 7–5, 4–6, 6–3        |
| 13 de novembro | Nitto ATP Finals Londres, Reino Unido Torneio de fim de temporada US$ 8.000.000 – duro (coberto) – 8S•8D           | Henri Kontinen · John Peers                                                           | Łukasz Kubot Marcelo Melo                                                | 6–4, 6–2             |
| 20 de novembro | Copa Davis: final Lille, França – duro (coberto) Competição de longa duração entre países – 16E                    | França · Richard Gasquet · Pierre-Hugues Herbert · Lucas Pouille · Jo-Wilfried Tsonga | Bélgica · Ruben Bemelmans · Steve Darcis · Joris De Loore · David Goffin | 3–2                  |